# Podpora v nezaměstnanosti
Podpora v nezaměstnanosti je součást pasivní sociální politiky státu, která slouží pro vyplácení peněžních dávek nezaměstnaným. Obvykle se váže na registraci osoby jako nezaměstnané a splnění určitých podmínek. V závislosti na konkrétní úpravě může být vyplácená částka velmi malá a sloužit pouze pro zajištění nejzákladnějších potřeb, případně být vyšší v závislosti na předchozích příspěvcích osoby do sociálního systému. Vyplácená dávka má umožnit, aby si nezaměstnaný mohl sám najít nové pracovní místo a nemusel se po jistou dobu start o zajištění svých potřeb. Stát může umožňovat (a podporovat) připojištění nebo soukromá pojištění.

## Česká republika
V České republice vyplácí podporu uchazečům o zaměstnání Úřad práce těm, kteří splní podmínky, které stanovuje Ministerstvo práce a sociálních věcí České republiky. Podpora v nezaměstnanosti je upravena v ustanovení § 39 až 57 zákona o zaměstnanosti (č. 435/2004 Sb.).
Nárok na podporu v nezaměstnanosti má uchazeč o zaměstnání, který:
- je občan ČR s bydlištěm na území ČR;
- získal v uplynulých dvou letech zaměstnáním nebo jinou výdělečnou činností alespoň 12 měsíců důchodového pojištění;
- požádal úřad práce, u kterého je veden v evidenci uchazečů o zaměstnání, o poskytnutí podpory v nezaměstnanosti (do 3 dnů);[2]
- není ke dni, k němuž má být podpora v nezaměstnanosti přiznána, poživatelem starobního důchodu.

Podpora v nezaměstnanosti náleží uchazeči o zaměstnání při splnění stanovených podmínek ode dne podání žádosti o podporu v nezaměstnanosti, pokud žádost podá do tří dnů od skončení zaměstnání.
Do předchozího zaměstnání se započítává i náhradní doba zaměstnání, tj. doba:
- přípravy osoby se zdravotním postižením k práci;
- pobírání plného invalidního důchodu;
- osobní péče o dítě do 4 let;
- osobní péče o fyzickou osobu, která se považuje za osobu závislou na pomoci jiné fyzické osoby, pokud s uchazečem trvale žije a společně uhrazují náklady na své potřeby nebo se jedná o osobu blízkou;
- výkonu dlouhodobé dobrovolnické služby na základě smlouvy dobrovolníka s vysílající organizací, která má akreditaci ministerstva vnitra, nebo výkonu veřejné služby na základě smlouvy, pokud rozsah vykonané služby překračuje v průměru alespoň dvacet hodin v kalendářním týdnu;
- osobní péče o fyzickou osobu mladší deseti let, která se považuje za osobu závislou na pomoci jiné fyzické osoby.
- výkon veřejné služby více než 20 hod/týden
- dočasná pracovní neschopnost
- invalidita 3. stupně

Nárok na podporu v nezaměstnanosti není, když uchazeč:
- pobírá starobní důchod nebo dávky nemocenského pojištění;
- 6 měsíců před zařazením do evidence uchazečů o zaměstnání dostal výpověď za hrubé porušení povinností nebo jiných povinností zaměstnance;
- vznikl nárok na výsluhový příspěvek vyšší, než by byla podpora v nezaměstnanosti;
- je ve vazbě;
- vykonává nekolidující zaměstnání.

Podpora se vyplácí po dobu maximálně 5-11 měsíců podle věku uchazeče. Výše podpory se počítá na základě průměrného měsíčního čistého výdělku v posledním zaměstnání. V prvních dvou měsících činí 65 % této částky, v dalších dvou měsících 50 % a v následujících měsících 45 %.

## Historie
Po vzniku 1. Československého státu bylo zřízeno ministerstvo sociální péče, které v letech 1918-1920 vedl sociální demokrat Lev Winter. Pod jeho vedením se následně realizovala první opatření proti nezaměstnanosti.
Dne 15. prosince 1918 nabyl účinnosti zákon č. 63/1918 Sb., o podpoře nezaměstnaných. Tento zákon zavedl přímé státní podpory v nezaměstnanosti a nepřímé podpory, které vyplácel zaměstnavatel, pokud se nechtěl rozejít se svými dělníky. Vedle osobní podpory v nezaměstnanosti obdržela podporovaná osoba příplatek ve výši jedné koruny denně pro osoby, které s ním žily v domácnosti a byly na něj výživou odkázané (manželku nebo družku, vlastní i nevlastní děti do 18 let a další příbuzné neschopné práce).
Podpora na základě tohoto zákona se mohla vztahovat i na příslušníky jiných států, kteří se zdržovali na území Československa, ale pouze v případě, že jejich stát poskytoval podobné výhody československým občanům. Nevýhodou zákona bylo, že se netýkal všech. Například pracovníci v zemědělství a lesnictví nárok na podporu neměli. O přiznávání podpor bylo rozhodováno tzv. demobilizačními výbory, později okresními správami.
Zákon č. 63/1918 Sb. byl původně přijat pouze jako krátkodobé opatření, protože vláda považovala nezaměstnanost za krátkodobý problém. Později se ale ukázalo, že nezaměstnanost je problémem dlouhodobým, a tak vznikla potřeba zákon novelizovat. K tomu došlo v září roku 1921, kdy nabyl účinnosti zákon č. 322/1921 Sb., o podpoře nezaměstnaných. Tato novelizace přinesla několik změn. Například byla stanovena výše podpory v závislosti na velikosti obce, ve které podporovaná osoba žila. Pro občany v obcích do 7000 obyvatel tato podpora činila 8 Kč denně, ve větších obcích to bylo 10 Kč. Zachován byl příplatek na osoby ve společné domácnosti výživou odkázané na podporovanou osobu, jehož výše byla 2 Kč denně pro manželku či družku a 1 Kč denně pro vlastní i nevlastní děti do 14 let věku. Zákon rovněž stanovil limity podpory. V obcích do 7000 obyvatel nebylo možné pobírat více než 16 Kč denně, ve větších obcích byl limit stanoven na 18 Kč.
Také bylo určeno, že nárok na podporu nemá ten, kdo:
- stávkuje či byl vyloučen z práce po dobu výluky;
- byl z práce vyhozen vlastní vinou či dobrovolně opustil práci bez závažné příčiny;
- pro své tělesné či duševní vlastnosti není pravidelného zaměstnání schopen;
- požívá nemocenského či vyživovacího příspěvku;
- má majetek, důchod, nebo jiný příjem, zabezpečující jeho nezbytnou výživu po dobu nezaměstnanosti;
- se nezdržuje na území Československa;
- je sezónním dělníkem.[6]

Až na výjimky bylo možné podporu pobírat maximálně po dobu půl roku. Ministr sociální péče po dohodě s ministrem financí mohl tuto lhůtu pro dělníky jednotlivých odborů a obvodů prodloužit až po dobu jednoho roku.
V roce 1921 byl přijat zákon č. 267/1921 Sb., o státním příspěvku k podpoře nezaměstnaných, kterým byl zaveden tzv. gentský systém (název je odvozen od belgického města Gent, kde byl systém poprvé zaveden). Dle tohoto systému obdrželi státní podporu odborově organizovaní zaměstnanci. Stát přispíval odborovým organizacím na tento systém, avšak pouze 3 měsíce v kalendářním roce. Zákon opět specifikoval okolnosti, které nárok na podporu v nezaměstnanosti vylučovaly včetně věkového omezení (na podporu neměly nárok osoby starší 65 let). Nevýhodou gentského systému bylo finanční zatížení odborových organizací a také to, že nezahrnoval všechny pracovníky.
Problémy s nezaměstnaností se začaly v Československu prohlubovat s příchodem světové hospodářské krize v letech 1929-1933. Zatímco v roce 1929 zde bylo přes 40 tisíc registrovaných nezaměstnaných a více než polovina z nich pobírala podporu od odborových organizací, v roce 1933 tento počet vzrostl na téměř 740 tisíc, z nichž na podporu dosáhla jen přibližně třetina. Jednalo se tedy o obrovský problém, který bylo nutné řešit, a tak byly rozvinuty tzv. programy aktivní péče o nezaměstnané. 
Jedním z prvních kroků bylo přijetí vládního nařízení č. 161/1933 Sb., o přechodné úpravě státního příplatku k podpoře nezaměstnaných. Toto nařízení zavedlo mj. mimořádnou podporu, která byla přiznávána odborům s velkou nezaměstnaností a o jejím přiznání musela společně rozhodnout ministerstva sociální péče, financí, obchodu a zemědělství. Ministerstvo sociální péče také poskytovalo okresům finanční podporu na tzv. nouzové práce (např. budování silnic či dláždění ulic). Byla-li jedinci taková práce nabídnuta, nesměl ji odmítnout, jinak přicházel o nárok na podporu.
Došlo také k novelizaci stávajícího gentského systému, která prodloužila dobu státní podpory z 3 na 6 měsíců v roce, avšak mnoha nezaměstnaných, kteří nebyli organizováni v odborech, se tato úprava netýkala. Stát proto zavedl tzv. státní stravovací akce pro osoby nezaměstnané a omezeně pracující. Nezaměstnaní občané dostávali poukázky na jídlo či přímo některé základní potraviny (mléko či bochníky chleba). Výše těchto příspěvků se často odvíjela od počtu dětí, které podporovaná osoba živila.
V krátkém období tzv. Druhé republiky již k zásadním změnám v sociálním systému nedocházelo. Stát musel reagovat na důsledky okupace, mezi které patřil například problém uprchlíků a odsunutých. Utečenci neměli právní nárok na podporu, pečovaly o ně jen dobročinné organizace a instituce a snažily se jim zajistit především náhradní zaměstnání a potravinovou a ubytovací pomoc.
V období Protektorátu Čechy a Morava se začaly používat nové metody řešení sociálních otázek, které částečně napodobovaly opatření autoritativních či fašizujících států. Organizovaly se tzv. prapory práce a byl změněn i gentský systém. Nezaměstnaní měli nově nárok na podporu pouze v případě, že se ohlásili u okresního úřadu a nebyli zařazeni do praporu práce. Zároveň došlo ke snížení příspěvku, který stát odborovým organizacím vyplácel.
Gentský systém byl nakonec zrušen úplně a nahrazen systémem státních podpor, když nabylo účinnosti vládní nařízení č. 101/1940 Sb., o podporách v nezaměstnanosti. Na podporu měly nárok osoby, které byly schopny pracovat, avšak byly nedobrovolně vyloučeny z pracovního poměru. Podmínkou bylo rovněž splnění formálních a materiálních předpokladů. Hlavním formálním předpokladem bylo včasné a pravidelné hlášení o práci. Z materiálních předpokladů se posuzovala hlavně ohroženost výživy nezaměstnaného a jeho rodinných příslušníků.
Nařízení také umožňovalo přiznat podporu pod podmínkou absolvováni odborného školení či vykonávání veřejně prospěšných prací. Podpora se skládala z hlavní podpory a rodinných příplatků, které se vyplácely na rodinné příslušníky, jimž byl nezaměstnaný povinen podle zákona či mravní povinnosti poskytovat výživu a jimž skutečně výživu poskytoval. Výše podpory se vyměřovala podle mzdových tříd, které se řídily podle pracovního výdělku, jenž by náležel nezaměstnanému, kdyby byl mohl setrvat ve svém dosavadním zaměstnání. O podpoře v nezaměstnanosti rozhodoval a podporu vyplácel příslušný úřad práce. Kdo podporu v nezaměstnanosti obdržel, musel se pravidelně hlásit do práce. Získal-li někdo podporu na základě nesprávných či neúplných údajů, musel způsobenou škodu uhradit. 
Toto vládní nařízení bylo v roce 1943 nahrazeno novým nařízením č. 250/1943 Sb., o podpoře při včleňování do práce. Podpora při včleňování do práce byla poskytována proto, aby se osoba plně věnovala své práci a dosáhla tak nejlepšího pracovního výsledku, případně aby si při přechodné nezaměstnanosti mohla zachovat svou pracovní sílu pro opětovné včlenění do práce.
Zákon rozlišoval:
- podpory, jež se poskytovaly, aby se usnadnilo nastoupení do práce (např. podpora pro první nastoupení mladistvých do práce nebo příspěvky na odborné školení);
- podpory při včlenění do práce, jež se vyplácely v době pracovního poměru (např. rodinná podpora);
- podpory při včleňování do práce poskytované v období nezaměstnanosti. [10]

Podpory přiznával a vyplácel úřad práce. Pokud nezaměstnaný dosud provozoval samostatnou výdělečnou činnost, musel prokázat, že ji bez své viny ztratil. Při každé výplatě bylo nutné předložit průkazní lístek, který dokazoval, že nezaměstnaný konal povinná hlášení. Podpora propadla, nebyla-li bez vážného důvodu vyzvednuta do jednoho měsíce od stanoveného dne výplaty.
V období komunistické režimu bylo různými nástroji dosahováno plné zaměstnanosti. Organizaci náboru pracovních sil upravovalo nejprve nařízení vlády č. 128/1951 Sb., které později zrušil zákon č. 70/1958 Sb., o úkolech podniků a národních výborů na úseku péče o pracovní síly. Tento zákon společně s vládním nařízením č. 92/1958 Sb. zajišťoval realizaci práva občanů na práci. Národní výbory tak měly povinnost zabezpečit občanům uplatnění jejich práva na práci.
Účinným nástrojem zabezpečení práva na práci bylo ust. § 2 odst. 2 zákona 70/1958 Sb., které stanovilo, že podniky nesmějí bez vážných důvodů odmítnout sjednání pracovního (učebního) poměru s pracovníky, kteří jim byli doporučeni výkonnými orgány okresních národních výborů a mají potřebné předpoklady pro zastávání volných pracovních (učebních) míst.
Mezi záruky práva na práci patřilo i hmotné zabezpečení osob, které zcela dočasně a pouze po přechodnou dobu nemohly najít práci. Tuto problematiku upravovaly vyhlášky č. 74/1970 Sb. a č. 182/1968 Sb., které se vztahovaly na pracovníky uvolněné z organizačních důvodů a pracovnice uvolněné v důsledku uplatnění zákazu některých prací a pracovišť pro ženy. Takovému pracovníkovi, který i přes pomoc národního výboru nemohl ihned nastoupit do vhodného zaměstnání, příslušel příspěvek ve výši 60 % jeho průměrného čistého měsíčního výdělku v organizaci, která jej uvolnila. Maximální výše tohoto příspěvku byla 1800 korun měsíčně a byl vyplácen do dne nástupu do nového zaměstnání, nejdéle však po dobu půl roku. Pokud ani po této době nebylo pracovníkovi zajištěno zaměstnání odpovídající jeho zdravotnímu stavu a schopnostem, mohl po dobu dalších 6 měsíců pobírat příspěvek ve výši 30 % průměrného čistého měsíčního výdělku, nejvýše však v částce 600 korun.
Možnost být nezaměstnaný sice za socialismu teoreticky existovala, avšak bylo pravděpodobné, že se o takového člověka začne po několika dnech zajímat Veřejná bezpečnost. V případě, že si nezaměstnaný po několika výsleších na VB nenašel práci, byl obvykle obviněn z trestného činu příživnictví a později soudem potrestán.
Po sametové revoluci v roce 1989 začal Československu opět fungovat trh práce, a tak se znovu objevil i problém nezaměstnanosti.  V roce 1990 byl přijat nový zákon o zaměstnanosti č. 1/1991 Sb., kterým se měnila interpretace práva na práci. To se nově vztahovalo na občany, kteří chtějí a mohou pracovat a o práci se skutečně ucházejí a jednalo se o právo na:
- zprostředkování pracovního uplatnění ve vhodném zaměstnání;
- rekvalifikaci nezbytnou k pracovnímu uplatnění;
- hmotné zabezpečení před nástupem do zaměstnání a v případě ztráty zaměstnání. [11]

Státní politika zaměstnanosti byla až do roku 1992 financována prostřednictvím státního rozpočtu, v němž byla za tímto účelem vyčleněna rezerva. Od roku 1993 jsou zdroje vytvářeny na principu pojištění plateb příspěvku na státní politiku zaměstnanosti, který ze zákona č. 589/1992 Sb. platí zaměstnanci, zaměstnavatelé i osoby samostatně výdělečně činné. 
Podmínky poskytování podpory v nezaměstnanosti se v čase měnily a v průběhu 90. let se postupně zpřísňovaly. V roce 2004 pak vstoupil v platnost současný zákon č. 435/2004 Sb., o zaměstnanosti. 